# Делба, Владимир Валерьевич
Влади́мир Вале́рьевич Де́лба (род. 26 сентября 1974, Сухуми, Абхазская АССР) — абхазский политический деятель, экономист; вице-премьер, министр финансов Республики Абхазия (2011—2014), (2020—2025).

## Биография
Родился 26 сентября 1974 года в Сухуми, в Абхазской АССР.
В 1992 году окончил 20 среднюю школу г. Сухуми. Окончил Абхазский государственный университет, а затем аспирантуру по кафедре учёта анализа и аудита Московского государственного университета им. М. В. Ломоносова.
В 1993—1994 годах — служба в рядах Вооружённых сил Республики Абхазия.
В 1996—1997 годах — ведущий специалист Контрольно-ревизионного управления Министерства финансов Республики Абхазия.
В 1997—1999 годах — специалист Контрольно-ревизионного управления Министерства финансов Республики Абхазия.
В 1999—2000 годах — главный специалист Контрольно-ревизионного управления Министерства финансов Республики Абхазия.
В 2000—2002 годах — заместитель начальника Контрольно-ревизионного управления Министерства финансов Республики Абхазия.
В 2002—2011 годах — заместитель министра финансов Республики Абхазия.
В 2011—2014 годах — вице-премьер, министр финансов Республики Абхазия.
Со 2 июня по 29 сентября 2014 года — и. о. премьер-министра Республики Абхазия.
С 2014 по 2020 год — проректор по экономическим вопросам и международным связям Абхазского государственного университета.
С 28 апреля 2020 года — вице-премьер, министр финансов Республики Абхазия.
С 3 апреля 2025 года — премьер-министр Республики Абхазия.

## Личная жизнь
Женат, имеет двоих детей.